# Vlachy
Vlachy (in ungherese Nagyolaszi) è un comune della Slovacchia facente parte del distretto di Liptovský Mikuláš, nella regione di Žilina.